# Vesele, Lîpova Dolîna
Vesele (în ucraineană Веселе) este localitatea de reședință a comunei Vesele din raionul Lîpova Dolîna, regiunea Sumî, Ucraina.

## Demografie
Componența lingvistică a localității Vesele
     Ucraineană (96,36%)
     Rusă (3,64%)
Conform recensământului din 2001, majoritatea populației localității Vesele era vorbitoare de ucraineană (96,36%), existând în minoritate și vorbitori de rusă (3,64%).